# Marko Nevalainen
Marko Nevalainen (ur. 11 stycznia 1977 w Helsinkach) – fiński kierowca wyścigowy.

## Biografia
W roku 1995 zdobył Reynardem 873 mistrzostwo Fińskiej Formuły 4. W następnym roku zmienił pojazd na Bowmana BC4 i obronił tytuł serii, natomiast w sezonie 1998 był wicemistrzem. W roku 1999 zdobył tytuł wicemistrzowski w Szwedzkiej i Nordyckiej Formule 3, używając Reynarda 923. W sezonie 2000 zdobył Dallarą F397 mistrzostwo Fińskiej i Norweskiej Formuły 3, a w Szwedzkiej i Nordyckiej Formule 3 był drugi. W latach 2001–2002 startował w Niemieckiej Formule Volkswagen (w 2002 roku zajął piąte miejsce w klasyfikacji końcowej). W 2003 roku rywalizował w Niemieckiej Formule Renault 2.0. W sezonie 2006 wystartował w dwóch wyścigach Niemieckiej Formuły 3 w zespole Franz Wöss Racing, który wystawił dla niego Dallarę F303. Nevalainen zdobył wówczas trzy punkty i zajął 21. miejsce na koniec sezonu. W roku 2007 wziął udział w dwóch eliminacjach Rosyjskiej Formuły 1600.